# Крымская астрофизическая обсерватория
Кры́мская астрофи́зическая обсервато́рия (сокр. КрА́О, код обсерватории 095) — обсерватория, расположенная в Бахчисарайском районе Крыма, вблизи посёлка Научный, в 25 километрах от Симферополя и в 12 километрах от Бахчисарая. Образована 30 июня 1945 года на основе симеизского отделения Пулковской обсерватории.
В честь обсерватории назван астероид (1725) КрАО.

## Руководители обсерватории
- 1945—1952 — Шайн, Григорий Абрамович — руководитель строительства первый директор обсерватории в Научном.
- 1952—1987 — Северный, Андрей Борисович.
- 1987—2005 — Стешенко, Николай Владимирович[2][3].
- с января 2005 года — Ростопчина-Шаховская (Романова) Алла Николаевна[4][5].

## Географическое положение
Основная часть КрАО расположена на южном склоне горы Сель-Бухра на высоте 550—600 метров. Горы с восточной, южной и западной сторон покрыты лесами, блокирующими постороннюю засветку и стабилизирующими атмосферу. Они также поглощают пыль и снижают турбуленцию и силу ветра, обеспечивая хороший астроклимат. КрАО — это научный городок с развитой инфраструктурой, лабораториями, мастерскими, гостиницами и парком.

## История обсерватории
Крымская астрофизическая обсерватория была основана в начале XX века возле посёлка Симеиз на горе Кошка как частная обсерватория состоятельного любителя астрономии Николая Мальцова. В 1912 году она была передана в дар Пулковской обсерватории, после чего стала превращаться в полноценный научный центр, проводящий фотометрию звёзд и малых планет. В 1926 году на Кошке был установлен метровый английский рефлектор, самый значительный в Европе на то время.
Вторая мировая война практически полностью уничтожила обсерваторию. Но уже в июне 1945 года советское правительство приняло решение о её восстановлении и одновременно создании серьёзной обсерватории в центральном Крыму, где астроклимат больше подходит для установки крупных телескопов.
Первыми телескопами КрАО стали 48-дюймовый рефлектор и двойной 16-дюймовый рефрактор-астрограф фирмы Carl Zeiss, полученные по репарации из Германии. Постоянные наблюдения начались в начале 1950-х годов. Для проживания сотрудников в 1957 году в непосредственной близости от обсерватории был основан посёлок Научный, получивший своё название по предложению П. П. Добронравина.
Украина
После распада СССР из инструментов обсерватории постоянно использовались только рефрактор-астрограф, причём в виде подставки под небольшой телескоп, с помощью которого изучался пепельный свет Луны по американской программе «Earthshine». Уникальный 48-дюймовый цейсовский рефлектор находился в почти нерабочем состоянии из-за отсутствия денег на ремонт износившейся механики и проржавевшего купола.
В 2009 году КрАО и лаборатория ГАИШ попали под угрозу уничтожения из-за начавшейся в марте 2009 года незаконной застройки территории КрАО коттеджным посёлком с развлекательными комплексами. Строительная фирма «Консоль», владельцем которой является В. А. Константинов, намеревалась реализовать проект застройки территории обсерватории: между уникальными телескопами планировалось строительство коттеджей, отеля, ресторана и развлекательных заведений. Планы были свёрнуты после протестов учёных и публикаций в СМИ.
В 2012 году обсерватория представляла собой один из крупнейших научно-исследовательских институтов СНГ. В обсерватории работало около 400 человек, из которых около 100 — научные сотрудники. НИИ КрАО был тесно связан с расположенной рядом Крымской лабораторией Государственного астрономического института им. П. К. Штернберга. Всего на территории обоих учреждений к тому времени насчитывалось более 20 телескопов, почти все вели постоянные наблюдения небесных объектов. В частности, в обсерватории использовались Зеркальный телескоп Шайна с зеркалом диаметром 2,6 м и башенный солнечный телескоп с зеркалом 0,9 м, входившие в число крупнейших астрономических инструментов в Европе.
В 2012 году очередную попытку уничтожить обсерваторию предпринял Кабинет министров Украины, издав распоряжение о реорганизации обсерватории, в результате которого она потеряет самостоятельность, статус юридического лица, возможность решать научные задачи и продолжать традиции одной из лучших научных школ на территории СНГ.
В 2012 году КрАО получила финансирование в сумме 12 миллионов гривен, в 2013 — 7,9 миллионов гривен, финансирование многих научных тем прекращено полностью.
На официальном сайте КрАО был начат сбор подписей под обращением учёных к общественности.
11 января 2013 года трудовой коллектив Научно-исследовательского института «Крымская астрофизическая обсерватория» принял решение подать иск о признании незаконным распоряжения Кабинета министров Украины о прекращении существования НИИ. По мнению научного коллектива, ликвидация юридического лица учреждения приведёт к бесконтрольной застройке и отчуждению земли у обсерватории.
На пресс-конференции 16 января 2013 года сотрудники КрАО озвучили своё видение дальнейшей судьбы обсерватории — при передаче обсерватории в состав Киевского национального университета имени Т. Шевченко она теряет статус юридического лица, что приводит к потере охранной зоны обсерватории. При этом также теряется акт на землю, что открывает путь к захвату земель обсерватории, включая её филиал — Симеизскую обсерваторию, на побережье Чёрного моря.
05 февраля и 11 марта 2013 года состоялись митинги за сохранение Крымской астрофизической обсерватории у зданий Совета Министров Крыма и Постоянного представительства президента Украины в Крыму.
12 февраля 2013 года на пресс-конференции в Симферополе, с участием представителей обсерватории и Министерства образования и науки, молодёжи и спорта Украины, директор департамента научной деятельности Минобразования Александр Якименко сообщил, что некоторые научные работники будут уволены. Заместитель директора обсерватории по научной работе Кирилл Антонюк сказал, что коллектив надеется, что Премьер-министр Украины Николай Азаров пересмотрит решение, и обсерватория войдёт в сферу управления Академии наук. По его информации, средств обсерватории хватит на полтора месяца уплаты за электроэнергию, и в случае отключения электричества всё оборудование обсерватории выйдет из строя.
Российская Федерация
После аннексии Крыма Российской Федерацией российскими властями полуострова было создано Крымское республиканское предприятие (впоследствии — государственное бюджетное научное учреждение РК) «Научно-исследовательский институт „Крымская астрофизическая обсерватория“», подчинённое министерству образования Крыма. Распоряжением правительства России от 7 сентября 2015 года на базе обсерватории было создано федеральное государственное бюджетное учреждение науки «Крымская астрофизическая обсерватория РАН». С 1 января 2016 года КрАО включена в состав РАН и ФАНО.
Как и при Украине, на эти территории продолжаются посягательства. В декабре 2018 года частный застройщик из Москвы начал строительство внутри 3-километровой защитной зоны обсерватории. В 2015 году строительная фирма «Консоль» построила жилой комплекс «Лесной». В 2019 году продолжается строительство отеля «Консоль». Проверка прокуратурой документов, поданных застройщиком в Гостройнадзор, выявила «признаки подложности».
В 2019 году появились сообщения о том, что в связи с развитием инфраструктуры крымских городов и сёл, сопровождающейся количественным и качественным ростом уличного и внеуличного ночного освещения населённых пунктов, создаётся ночная засветка неба (т. н. «световое загрязнение»), что ставит под угрозу функционирование всей Крымской обсерватории и её ожидает судьба Пулковской обсерватории, которая в связи с засветкой от Санкт-Петербурга уже утратила свою функциональность для оптических наблюдений.

## Подразделения обсерватории
- Отдел физики звёзд (7 телескопов).
- Отдел физики Солнца и малых тел Солнечной системы (5 телескопов: БСТ-1, БСТ-2, КГ-1, КГ-2, АТ-64).
- Отдел внегалактических исследований и гамма-астрономии.
- Отдел радиоастрономии и геодинамики.
- Лаборатория перспективных разработок (ранее оптическая и механическая мастерские)

На территории, прилегающей к КрАО, расположена Крымская лаборатория ГАИШ.
В непосредственной близости от Научного построена станция Роскосмоса, наблюдающая за космическим мусором и ИСЗ. В состав станции входит два идентичных комплекса (по 4 инструмента в каждом) полностью автоматизированных зеркальных телескопов.

## Список телескопов
- Солнечные[25]:
  - Башенный Солнечный Телескоп им. академика А. Б. Северного БСТ-1 (D = 1200 мм (целостат), d = 900 мм (Первичное зеркало), F = 50,4 м, 1954 год) — башня высотой 15 метров. Первоначально: целостат = 70 см, гл. зеркало = 40 см, F = 12, 21 и 35 м), в 1970-х модернизирован до: целостат=120 см, главное зеркало=100 см, F = 50 и 70 м. Видно детали до 0,3 — 0,5 угл. сек. (что соответствует 200—400 км на Солнце). Башня была наращена на 10 метров, т.о. сейчас её высота составляет 25 метров.
  - Башенный Солнечный Телескоп БСТ-2 (D = 600 мм (целостат), d = 450 мм (главное зеркало), F = 12 м, 1970-е годы);
  - Коронограф КГ-1 (D = 210 мм, F = 3500 мм, 1950-е годы);
  - Коронограф КГ-2 (коронограф типа Никольского[26], D = 530 мм, F = 13000 мм, 1950-е годы);
- Гамма-телескоп РЧВ-1 (1,5 м × 4 — прожекторные зеркала, 1972 год);
- Гамма-телескоп ГТ-48 (GT-48) (1,2 м × 48, две подвижные секции по 24 зеркала, общая площадь 54 м², 1989 год)[27];
- 2,6-м телескоп Шайна (ЗТШ) (D = 2600 мм, f = 10 000 мм (минимальное значение), 1961 год, ЛОМО) — крупнейший телескоп в то время в СССР и в Европе, сейчас входит в тройку крупнейших телескопов СНГ (ещё два: БТА и Бюракан);
- 1,25-м телескоп АЗТ-11 с 5-канальным фотометром-поляриметром (D = 1250 мм, f = 16 250 мм, 1981 год) — на момент постройки полная автоматизация;
- 1,22-метровый рефлектор, Цейсс-122, 48-дюймовый рефлектор (D = 1220 мм, f = ??? мм) — получен по репарации из Бабельсбергской обсерватории взамен погибшего 1-м телескопа в Симеизе, первый телескоп, установленный в КрАО — 1947 год. Изготовлен фирмой «Карл Цейс Йена» в 1915 году. Именно на нём Козырев в 1958 году наблюдал извержение вулканических газов из кратера Альфонс на Луне;
- 80-см телескоп РК-800, Ричи-Кретьен (D = 800 мм, f = 12,8 м, установлен в 1983 году); По состоянию на 2020 год находится на модернизации.
- 70-см телескоп АЗТ-8 (D = 700 мм, f = 2820 мм, F/16 и F/4, ЛОМО, 1964 год) — в 1964 году установлен в Симеизе. В 1977 году перевезён в Научный;
- 64/70-см телескоп АТ-64, камера Richter-Slevogt (D = 640 мм, f = 900 мм) c ПЗС-камерой SBIG ST-8. Получен по репарации. В 1946 году установлен в Симеизе, в 60-х годах перевезён в Научный; Используется для наблюдений за космическим мусором.
- 50-см телескоп МТМ-500 (D = 500 мм, f = 6500 мм, 1947 г. в., ЛОМО) — менисковый телескоп Максутова с телевизионной трубкой, третий установленный телескоп в обсерватории; В настоящее время оснащен ПЗС-камерой Apogee.
- 40-см двойной астрограф «Карл Цейс Йена» (D = 400 мм, f = 1600 мм), изготовлен в 1944 году, второй инструмент обсерватории, получен по репарации, установлен в 1949 году — бывший подарок от Гитлера для Муссолини с целью создания обсерватории в Италии[28][29];
- 38-см телескоп К-380 (Кассегрен, D = 380 мм, f = 5 м) установлен в 1998 году, используется для высокоточной BVRI-фотометрии катаклизмических переменных;
- АСТ-1200 или «Синтез» (D = 1,2 м, f = 12 м, с 1978 года) — законсервированный экспериментальный телескоп, главное зеркало которого состоит из семи подвижных шестиугольных элементов[30]; В марте 2018го года сотрудники КрАО приступили к восстановлению этого инструмента[31].
- Экскурсионный Кассегрен АЗТ-7ч (D=240 мм, f=3600 мм);
- АЗТ-7 (D = 200 мм, F/10) в 1990-х годах использовался по совместной программе с Санкт-Петербургским Университетом; был установлен на одной монтировке с АЗТ-8[32]
- 22-метровый радиотелескоп РТ-22;
- Радиотелескоп РТ-2;
- Радиотелескоп РТ-3;
- Радиотелескоп РТМ.

## Направления исследований
- Физика звёзд.
- Внегалактические исследования.
- Радиоастрономия.
- Гамма-астрономия.
- Экспериментальная астрофизика.
- Оптическое производство.
- Физика Солнца и солнечной активности.
- Химический состав звёздных атмосфер.
- Магнетизм и нестационарность звёзд.
- Галактики с активными ядрами.
- Источники космических лучей.
- Радиоастрономические исследования Солнца, звёзд и галактик.
- Радиоинтерферометрические наблюдения для астрофизических и геодинамических задач.
- Разработка наземных и космических оптических телескопов нового поколения.
- Конструирование и изготовление светоприёмной аппаратуры для астрофизических наблюдений.
- Исследование планет и малых тел солнечной системы.
- Патрульные наблюдения за астероидами, сближающимися с Землёй.
- Исследование глобальных движений материков и полюсов Земли.
- Наблюдения ИСЗ, АМС и малоразмерных фрагментов на ГСО.

Тематика работ обсерватории весьма обширна. Например, в лаборатории физики звёзд изучаются: магнетизм и активность звёзд, строение звёздных атмосфер, нестационарные звёзды, взаимодействующие двойные звёзды, малые тела Солнечной системы.

## Основные достижения
Список объектов, открытых крымскими астрономами:
- В обсерватории открыто более 1500 астероидов, множество переменных звёзд, вулканические явления на Луне (наблюдения кратера Альфонс Н. А. Козыревым в 1958 году) и 3 кометы[33][34];
- Н. С. Черных открыл 2 кометы;
- Разработка и изготовление фотометра излучения неба для АМС «Луноход-2»;
- Разработка и изготовление солнечного телескопа «Орбитальный Солнечный Телескоп» — «ОСТ-1» для орбитальной станции «Салют-4»;
- Разработка и изготовление 80-см УФ-телескопа для космической станции «Астрон»;
- В 1974 году открыты пульсации Солнца как единого тела с периодом 2 ч 40 мин и амплитудой изменения радиуса 10 км[35];
- С 1959 года на спутниках и космических станциях было установлено четырнадцать приборов КрАО, с которыми проводились внеатмосферные наблюдения Солнца и яркости звёздного неба в ультрафиолетовом диапазоне[36];
- С 1988 года участие в работе над проектом «Спектр-УФ»;
- С 1947 года выпускается сборник научных трудов «Известия Крымской астрофизической обсерватории». Уже опубликовано 93 тома. С 1977 года издание переиздаётся в США на английском языке[37];
- В 1964 году А. Н. Абраменко и др. на телескопе МТМ-500 (D = 500 мм, f = 6500 мм) с помощью чувствительной телевизионной аппаратуры достигли проницания 20m  при экспозиции 4 секунды[38];
- На 40-см двойном астрографе Карл Цейс Йена (D = 400 мм, f = 1600 мм) было открыто 1279 новых астероида и 2 кометы (в 1975 году комета Смирнова-Черных и в 1977 году комета Черных[39];
- Открытие Г. Шайном и О. Л. Струве вращения звёзд;
- Открытие Г. А. Шайном и В. Ф. Газе аномалий в изотопах углерода — Сталинская премия;
- Один из первых количественных анализов солнечных вспышек Северного и Мустеля — Сталинская премия;
- Открытие Г. А. Шайном сотен новых диффузных туманностей, первые оценки межзвёздного магнитного поля, экспериментальные основы концепции образования звёзд из межзвёздной среды;
- Основы теории ударных волн в межзвёздной среде Пикельнера;
- Первые экспериментальные свидетельства выгорания водорода в горячих звёздах — Боярчук;
- Решение загадки симбиотических звёзд Боярчуком;
- Открытие натрий-неонового цикла горения в горячих звёздах Боярчуком и Любимковым;
- Первые спектры звёздных вспышек с высоким временным разрешением, количественный анализ (Гершберг и Чугайнов);
- Открытие переменной поляризации нестационарных звёзд Шаховским;
- Многолетние ряды спектральных наблюдений активных галактик Проником-Чуваевым-Сергеевым, концепция Проника двухфазной межзвёздной среды в этих объектах, оценки Сергеевым С. Г. масс чёрных дыр;
- Открытие литиевых пятен на химически пекулярных звёздах с магнитными полями — Полосухина;
- Открытие чёрнотельности излучения звёздных вспышек в максимуме блеска Ловкой;
- Один из первых в мире сегментированных телескопов АСТ-1200 или "Синтез"[40].

## Известные сотрудники
- Альбицкий, Владимир Александрович
- Боярчук, Александр Алексеевич
- Гершберг, Роальд Евгеньевич
- Добронравин, Пётр Павлович
- Журавлёва, Людмила Васильевна
- Карачкина, Людмила Георгиевна
- Козырев, Николай Александрович
- Копылов, Иван Михеевич
- Никонов, Владимир Борисович
- Северный, Андрей Борисович
- Смирнова, Тамара Михайловна
- Стешенко, Николай Владимирович
- Черных, Николай Степанович
- Черных, Людмила Ивановна
- Шайн, Григорий Абрамович

## Адрес обсерватории
- 298409, Республика Крым, пгт. Научный